# Файльсдорф (Рейнланд-Пфальц)
Файльсдорф (нем. Feilsdorf) — община в Германии, в земле Рейнланд-Пфальц.
Входит в состав района Айфель-Битбург-Прюм. Подчиняется управлению Битбург-Ланд. Население составляет 28 человек (на 31 декабря 2010 года). Занимает площадь 3,80 км².